# عباس سلیمی نمین

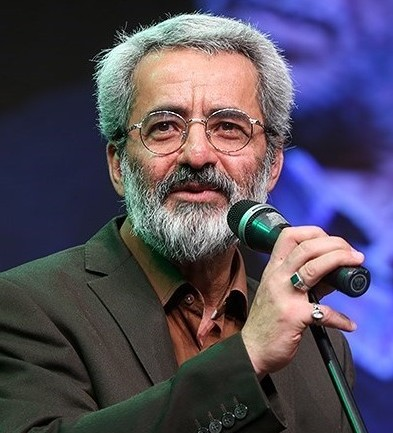
سلیمی نمین در در اختتامیه هشتمین جشنواره مردمی فیلم عمار

عباس سلیمی نمین مدیر دفتر مطالعات و تدوین تاریخ ایران، مدیر مسئول سابق کیهان هوایی به مدت ۱۳ سال بوده‌است.  وی از پژوهشگران و روزنامه‌نگاران اصول‌گرای شناخته‌شده‌است.
سلیمی نمین با اینکه اصلیتی اردبیلی  دارد، به دلیل تبعید پدرش در سبزوار به دنیا آمد و تا پنج یا شش سالگی در این شهر بود.
مواضع جدید حبیب‌الله عسگراولادی در آستانه انتخابات ریاست جمهوری یازدهم دربارهٔ رهبران جنبش سبز با اعتراض برخی همراه بوده و حملات تندی متوجه وی شد. عباس سلیمی نمین گفته: من هم میرحسین موسوی و مهدی کروبی را سران فتنه نمی‌دانم و معتقدم حبیب‌الله عسگراولادی نگران ادامه فضای ملتهب جامعه و سخت‌تر شدن تحمل آرا، اندیشه و نظر است.